# 馬圭區
15°48′25″S 31°45′07″E / 15.807°S 31.752°E

馬圭區（葡萄牙語：Magoé），是莫桑比克的行政區，位於該國西北部，由太特省負責管轄，首府設於姆普埃恩德，面積8,792平方公里，2007年人口70,614，人口密度每平方公里8人。